# Вестайн, Генри
Генри Чарльз Вестайн (англ. Henry Charles Vestine, прозвище «The Sunflower» (рус. Подсолнух)) (25 декабря 1944 — 20 октября 1997) — американский гитарист, известен как один из участников группы Canned Heat, в которой играл с самого её основания в 1966 году и иногда возвращался для участия в нескольких турах или для студийных записей, после того как покинул коллектив в 1969.
В 2003 году Генри Вестайн занял 77 место в списке «100 величайших гитаристов всех времён по версии журнала Rolling Stone».

## Биография
Родившийся в Такома-Парк (Мэрилэнд), Вестайн был единственным сыном у супругов Гарри и Лоис Вестайнов. Его отец был известным геофизиком и метеорологом. В честь него посмертно был назван лунный кратер. Часто он брал своего сына на блюз-шоу, где они иногда были единственными белыми зрителями.
После того, как семья Вестайна переехала Калифорнию, Генри присоединился к первому музыкальному коллективу — Hial King & His Newports. В это время он стал завсегдатаем многих лос-анджелесских клубов, в том числе тех, где играли «чёрный» блюз.
Вскоре лидер группы начал сольную карьеру, и Hial King & His Newports распалась. Вестайн, и его закадычный друг по клубам, Ларри Смит, образовали новый коллектив под названием The Rejoicers, в который входили также Джо Бэнкс и Лайонел Бакнер. Но и эта группа прекратила своё существования после ухода Бэнкса в армию.
В середине 60-х Генри продолжает играть в различных группах и клубах. В 1964 году он, Джон Фае и Билл Барт обнаружили в больнице Скипа Джеймса, ставшего впоследствии вновь популярным. В 1965 году Генри на какое-то время устроился гитаристом в The Mothers of Invention, и в этот же год первый раз женился, правда брак с Санди продлился всего несколько лет.
В 1966 году Алан Уильсон и Боб Хайт основали группу Canned Heat, в которую пригласили и Вестайна, которого встретили совсем недавно в Бостоне. Генри согласился перейти в коллектив, так как решил, что это даст неплохую возможность разбогатеть и увидеть мир. Уже в следующем году они выступали на Монтерейском рок-фестивале. В 1969 году вышел из группы и присоединился к Альберту Эйлеру в Нью-Йорке (Music Is the Healing Force of the Universe, The Last Album). В 1970 году играл со многими другими исполнителями, в том числе и с Джоном Ли Хукером (в составе Canned Heat).
В середине 1970-х женился на Лизе Лэк, от которой у него родился сын, Джесси. Но и этот брак не просуществовал долго, и после развода, в 1983 году Генри переехал из Южной Каролины в Орегон. Затем играл с Терри Роббом в Портленде, а также в местных клубах. Гастролировал вместе с Canned Heat по Австралии и Европе, принимал участие в записи альбомов Скипа Джонса, Терри Робба и The Vipers.
Генри Вестайн умер 20 октября 1997 года в Париже, во время возвращения с европейского тура Canned Heat от сердечной и дыхательной недостаточности.